# Acridocarpus glaucescens
Acridocarpus glaucescens là một loài thực vật có hoa trong họ Malpighiaceae. Loài này được Engl. mô tả khoa học đầu tiên năm 1902.